# TVR Sport
TVR Sport este un post de televiziune ce aparține Societății Române de Televiziune, care a fost lansat pe 30 martie 2024. TVR Sport va găzdui competiții sportive și emisiuni pe aceeași tematică, potrivit unui anunț al președintelui TVR, Dan Cristian Turturică.
TVR SPORT este al 14-lea canal al Televiziunii Publice și va fi principalul mijloc de promovare a valorilor sportive românești, a sportului în general și a sportului ca mod de viață sănătos.

## Competiții sportive
- Divizia A1 de volei masculin
- Divizia A1 de volei feminin
- Superliga (polo masculin)
- Liga Națională de Rugby
- Liga Națională de hochei
- Jocurile Olimpice de vară din 2024

## Emisiuni
- „Ora de sport” – aduce pentru prima dată la o televiziune de sport competiții școlare - handbal, judo, atletism, tenis de masă, scrimă, baschet 3x3, fotbal, volei - naționale sau regionale.
- „Ora olimpică” - oferă ultimele noutăți despre competiții, calificări, sportivi români, evenimente - tot ce este relevant pentru telespectatori în așteptarea Jocurilor Olimpice de la Paris 2024.
- „Podcasturile TVR Sport” - abordează teme care vizează legende sportive, sportivi în activitate, medicină sportivă etc.